# State Farm Women's Tennis Classic 2002

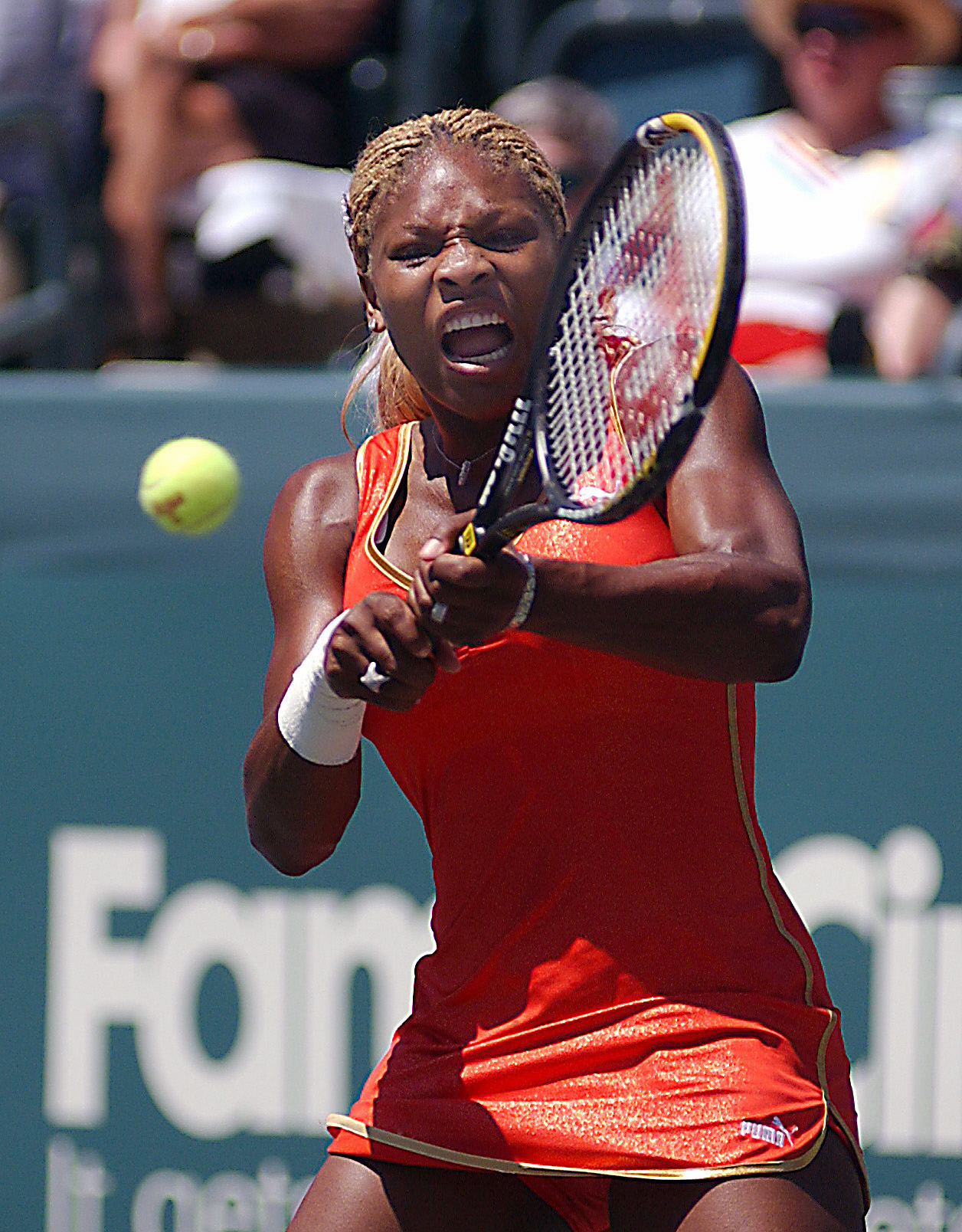
Serena Williams

Lo  State Farm Women's Tennis Classic 2002 è stato un torneo di tennis giocato sul cemento. 
È stata la 3ª edizione del torneo, che fa parte della categoria Tier II nell'ambito del WTA Tour 2002. Si è giocato a Scottsdale (Arizona) negli USA dal 25 febbraio al 3 marzo 2002.

## Campionesse

### Singolare
Serena Williams ha battuto in finale  Jennifer Capriati con il punteggio di 6–2, 4–6, 6–4

### Doppio
Lisa Raymond /  Rennae Stubbs hanno battuto in finale  Cara Black /  Elena Lichovceva con il punteggio di 6–3, 5–7, 7–6